# ريتشارد إي. كيم
ريتشارد إي. كيم (بالإنجليزية: Richard E. Kim)‏‏ (13 مارس 1932 في هامهنغ - 23 يونيو 2009 ) مترجم، وروائي، وكاتب من الولايات المتحدة.

## الجوائز
- زمالة غوغنهايم